# نوع الوسائط
نوع الوسائط (بالإنجليزية: media type المعروف سابقًا باسم MIME type) هو مُعرِّف مكوّن من جزئين لتنسيقات الملفات ومحتويات التنسيق المُرسلة عبر الإنترنت. هيئة أرقام الإنترنت المخصصة هي لدية السلطة الرسمية المسؤولة عن توحيد ونشر هذه التصنيفات. تُستخدم أنواع الوسائط أيضًا في بروتوكولات الإنترنت الأخرى مثل بروتوكول نقل النص الفائق وتنسيقات ملفات المستندات مثل ملفات لغة توصيف النص الفائق.

## أمثلة شائعة
بعض الأمثلة الشائعة لأنواع الوسائط من هيئة أرقام الإنترنت المخصصة:
- application/json
- application/ld+json (JSON-LD)
- application/msword (.doc)
- application/pdf
- application/sql
- application/vnd.api+json
- application/vnd.microsoft.portable-executable (.efi)
- application/vnd.ms-excel (.xls)
- application/vnd.ms-powerpoint (.ppt)
- application/vnd.oasis.opendocument.text (.odt)
- application/vnd.openxmlformats-officedocument.presentationml.presentation (.pptx)
- application/vnd.openxmlformats-officedocument.spreadsheetml.sheet (.xlsx)
- application/vnd.openxmlformats-officedocument.wordprocessingml.document (.docx)
- application/x-www-form-urlencoded
- application/xml
- application/zip
- application/zstd (.zst)
- audio/mpeg
- audio/ogg
- image/avif
- image/jpeg (.jpg, .jpeg, .jfif, .pjpeg, .pjp)
- image/png
- image/svg+xml (.svg)
- model/obj (.obj)
- multipart/form-data
- text/plain
- text/css
- text/csv
- text/html
- text/javascript(.js)
- text/xml